# 大城ようこう
大城 ようこう（おおしろ ようこう、1977年12月28日 - ）は、日本の漫画家。

## 来歴
2007年、「すきということ」でアフタヌーン四季賞2007夏のコンテストで佳作を受賞。2009年、『good!アフタヌーン』（同）にて『こはるの日々』を連載開始。2012年に連載を終了。

## 作品リスト

### 漫画作品
- すきということ（『月刊アフタヌーン』2007年10月号付録『アフタヌーン四季賞PORTABLE 2007夏のコンテスト』[2]） - アフタヌーン四季賞佳作（未掲載）[2][5]
- こはるの日々（『good!アフタヌーン』2009年2号[3] - 2012年25号[4]、全4巻）
- RevQuest オリジナルコミック 配属編：RevQuest スタート！[6]
- えろまんっ！〜エロマンガ専門学校に男は僕だけ!?〜（『COMICゴイチ』掲載[7]、『ComicFesta』[8]ほか配信）

### その他
- 「かけがわポップカルチャーサミット2016」公式マスコットキャラクター 茶娘ラピス（イラスト[9]）